# 9060 Toyokawa
9060 Toyokawa è un asteroide della fascia principale. Scoperto nel 1992, presenta un'orbita caratterizzata da un semiasse maggiore pari a 2,2003274 UA e da un'eccentricità di 0,1946405, inclinata di 2,53155° rispetto all'eclittica.